# Biserica fortificată din Marpod

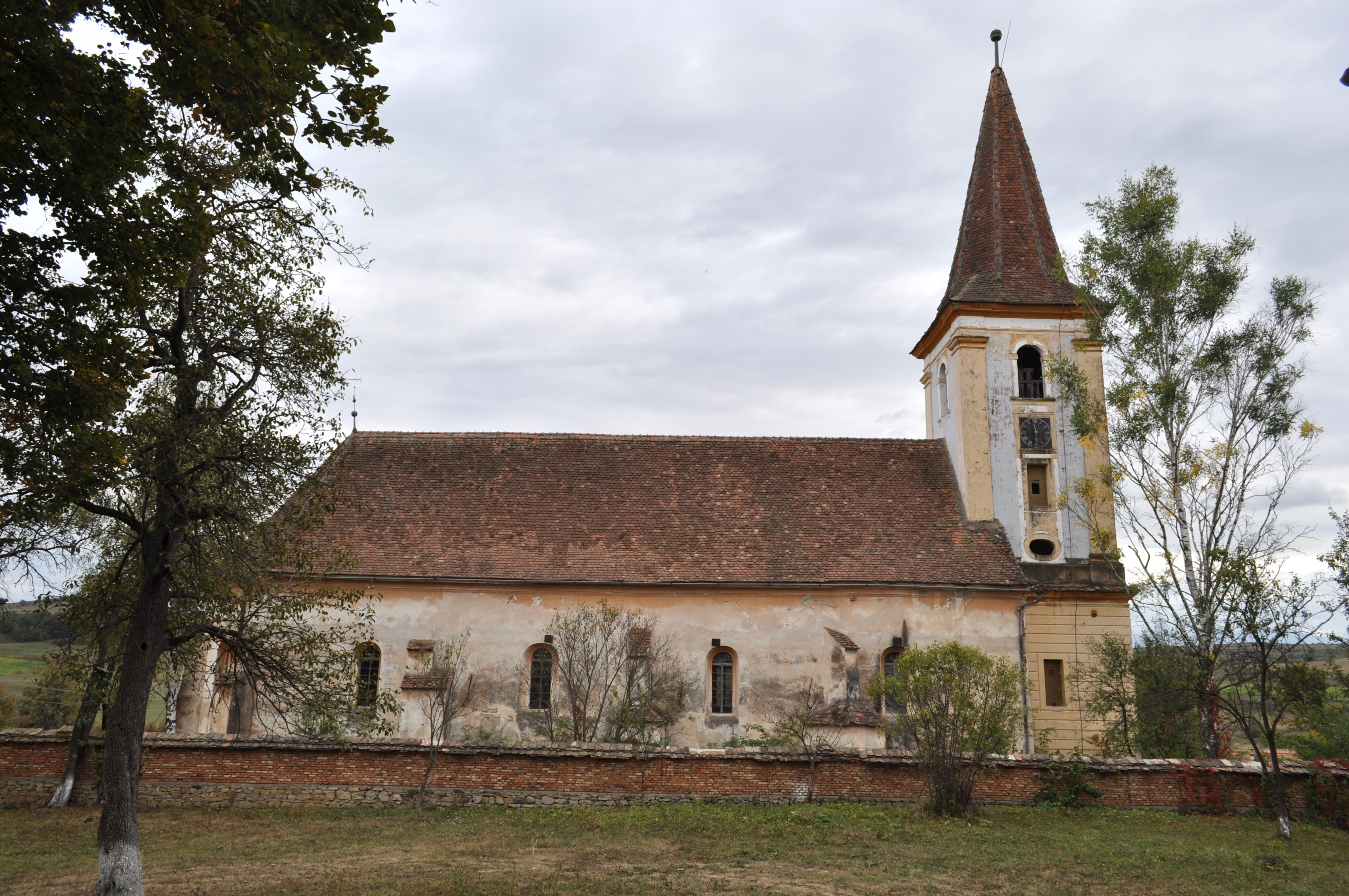
Biserica evanghelică fortificată din Marpod, județul Sibiu, foto: septembrie 2011.

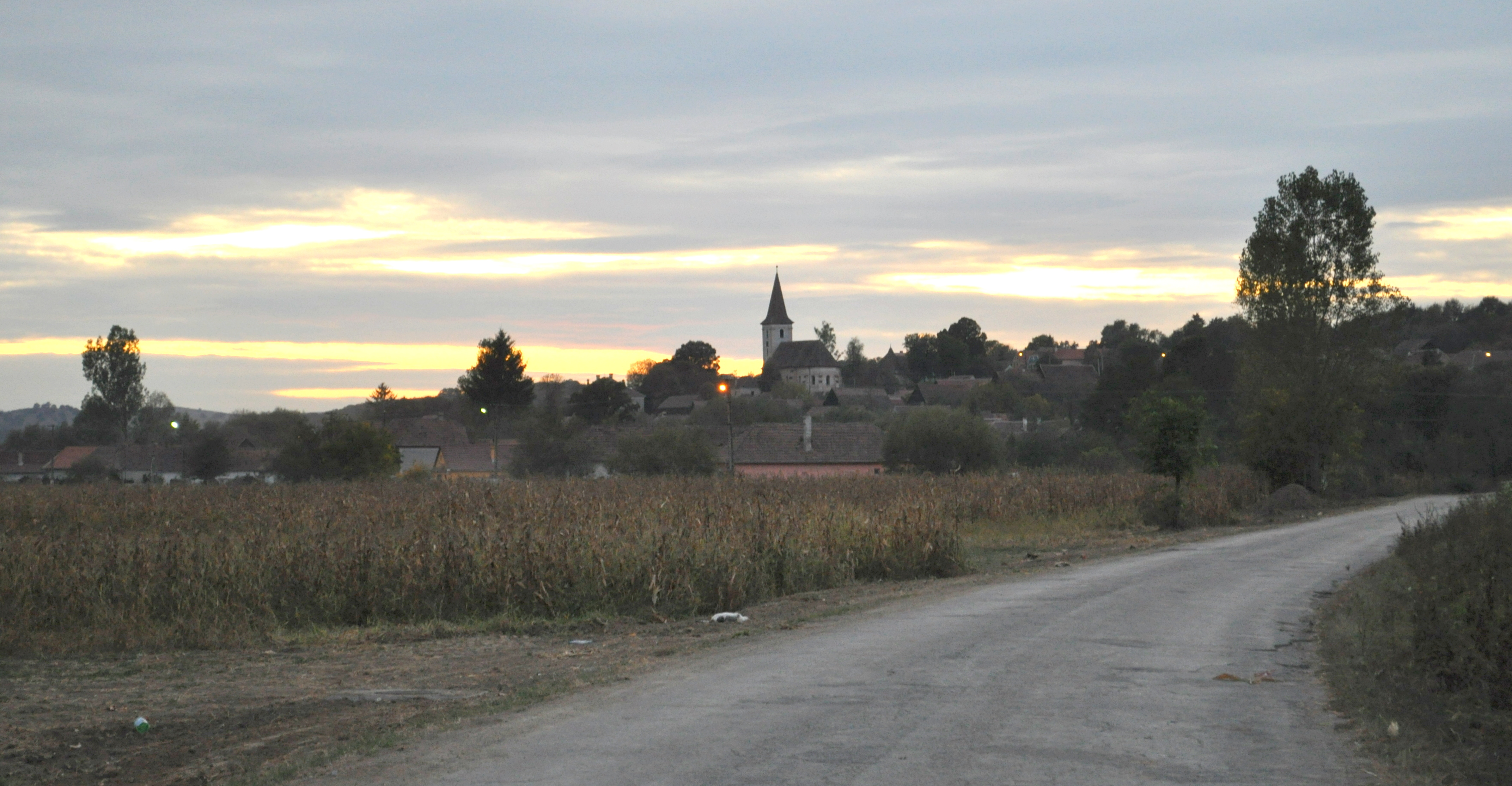
Biserica văzută din drumul spre Ilimbav

Interiorul navei

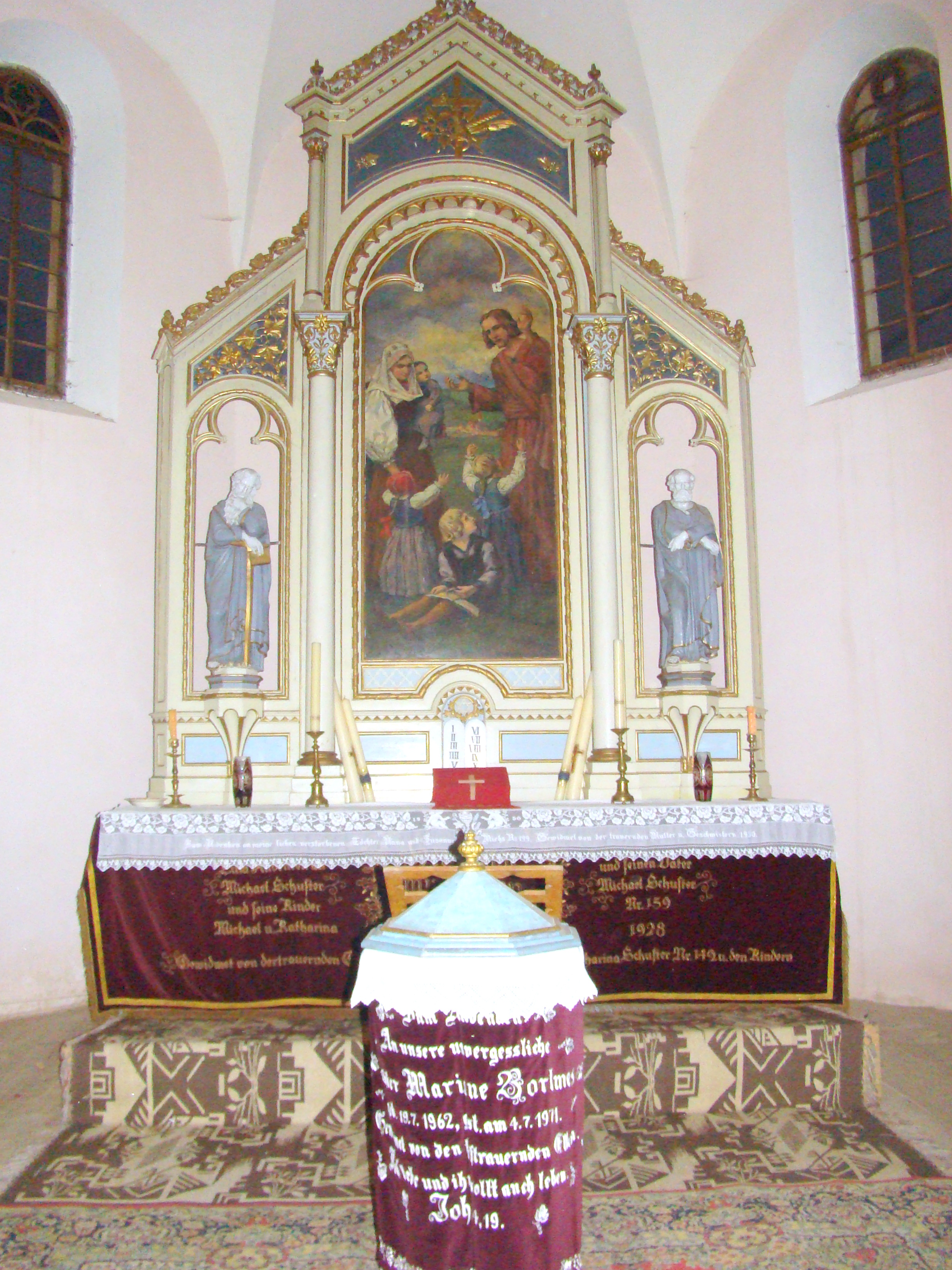
Altarul

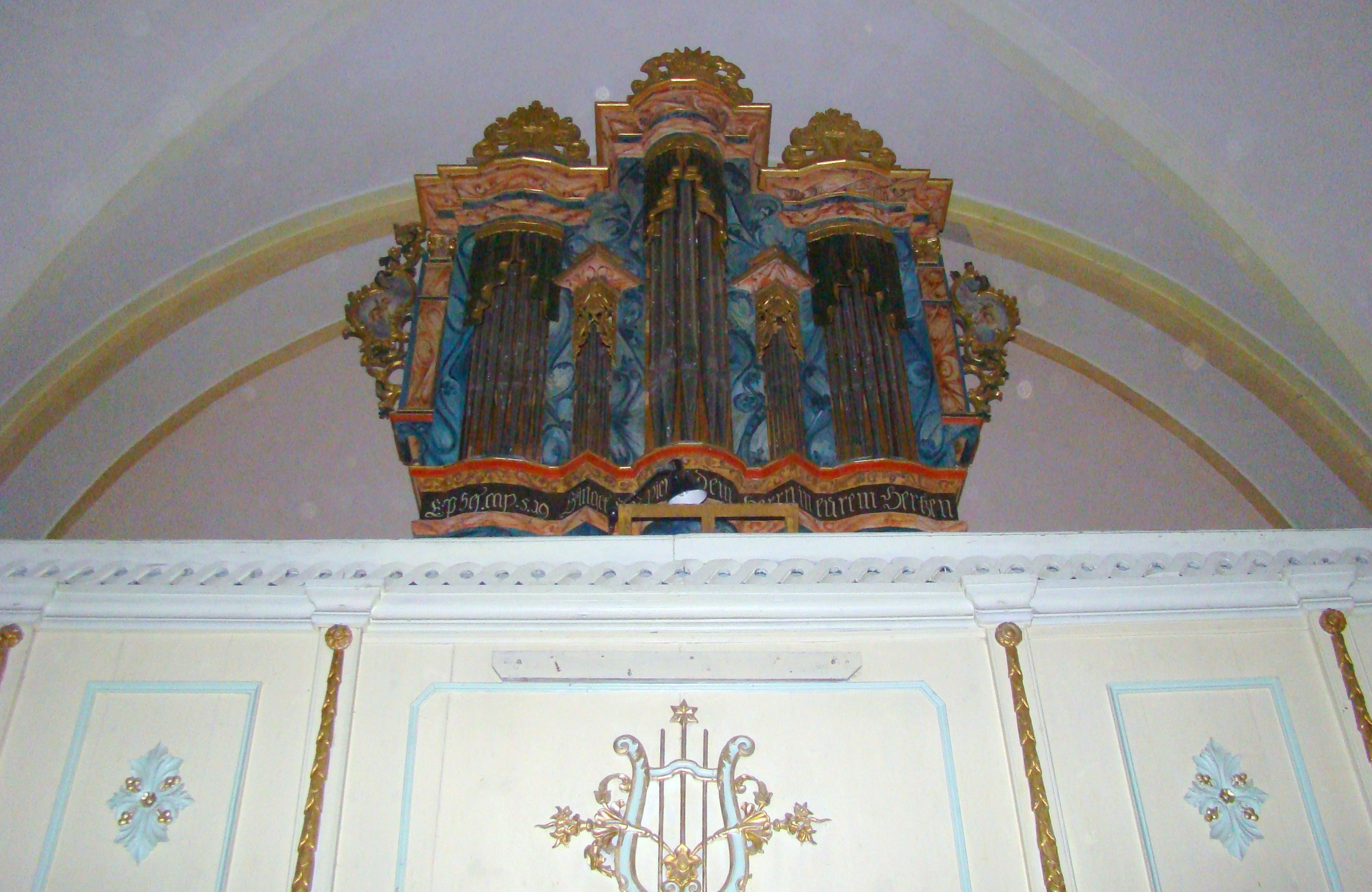
Orga

Tabloul de Hans Hermann

Amvonul

Biserica evanghelică fortificată din Marpod, județul Sibiu, a fost construită în secolul XIII. Figurează pe lista monumentelor istorice 2010, cod LMI SB-II-a-B-12414, cu următoarele obiective:
- cod LMI SB-II-m-B-12414.01 - Biserica evanghelică fortificată, secolul XIII - XVI, 1785 - 1798;
- cod LMI SB-II-m-B-12414.02 - Incintă fortificată, anexe, secolul XV - XVI;

## Localitatea
Marpod (în dialectul săsesc Mârpet, în germană Marpod, Marpodt, Marpolden, Maierpod, Mayerpolden, Maypold, în maghiară Márpod) este satul de reședință al comunei cu același nume din județul Sibiu, Transilvania, România.

## Istoric și trăsături
Satul a fost atestat documentar pentru prima dată în anul 1349. În secolul XIII și XIV s-au format primele scaune săsești, al doilea înființat fiind cel al Nocrichului, scaun în jurisdicția căruia intrau și Marpodul și Ilimbavul. Comuna Marpod a fost condusă de un vilicus și a participat la organizarea conducerii scaunului Nocrich, care avea în componență un jude și patru jurați, dintre care unul era întotdeauna din Marpod. În 1349 greavul Nikolaus din Marpod și greavul din Alțâna, au reprezentat scaunul Nocrichului la adunarea celor șapte scaune săsești.
Biserica a fost initial o bazilică romanică din sec. XIII, fortificată în sec. XVI. Prima referire despre o biserică catolică în Marpod – biserica Sfânta Fecioara Maria – datează din 1402. La recensământul din 1488 se constată că funcționau în Marpod doi preoți. Din motive necunoscute, biserica a fost distrusă de un puternic incendiu, din construcția veche rezistând un capitel corintic al unei coloane – zidit în prezent în exteriorul corului bisericii evanghelice – resturile unei ferestre în stil romanic și o cristelniță de piatră ce posedă o inscripție ce nu poate fi citită exact.
În 1670 se construiește pe fundamentul  vechi al bisericii noua clădire de biserică, mai mare, sub forma unei nave, lungă de 20 de metri și lată de 8 metri. Corul este adăugat ulterior. Între anii 1795 și 1798 se construiește noul turn cu clopote. Ceasul este montat la turn în 1799, având un singur arătător ce sărea din 5 în 5 minute la cifra următoare. În 1817 este montată orga de Samuel Maetz, iar în 1841 se instalează pe turn un paratrăsnet. Biserica evanghelică din Marpod a primit tabloul pictat în 1926 de Hans Hermann,  artist emerit din Sibiu, tablou adăugat altarului.

## Imagini din exterior

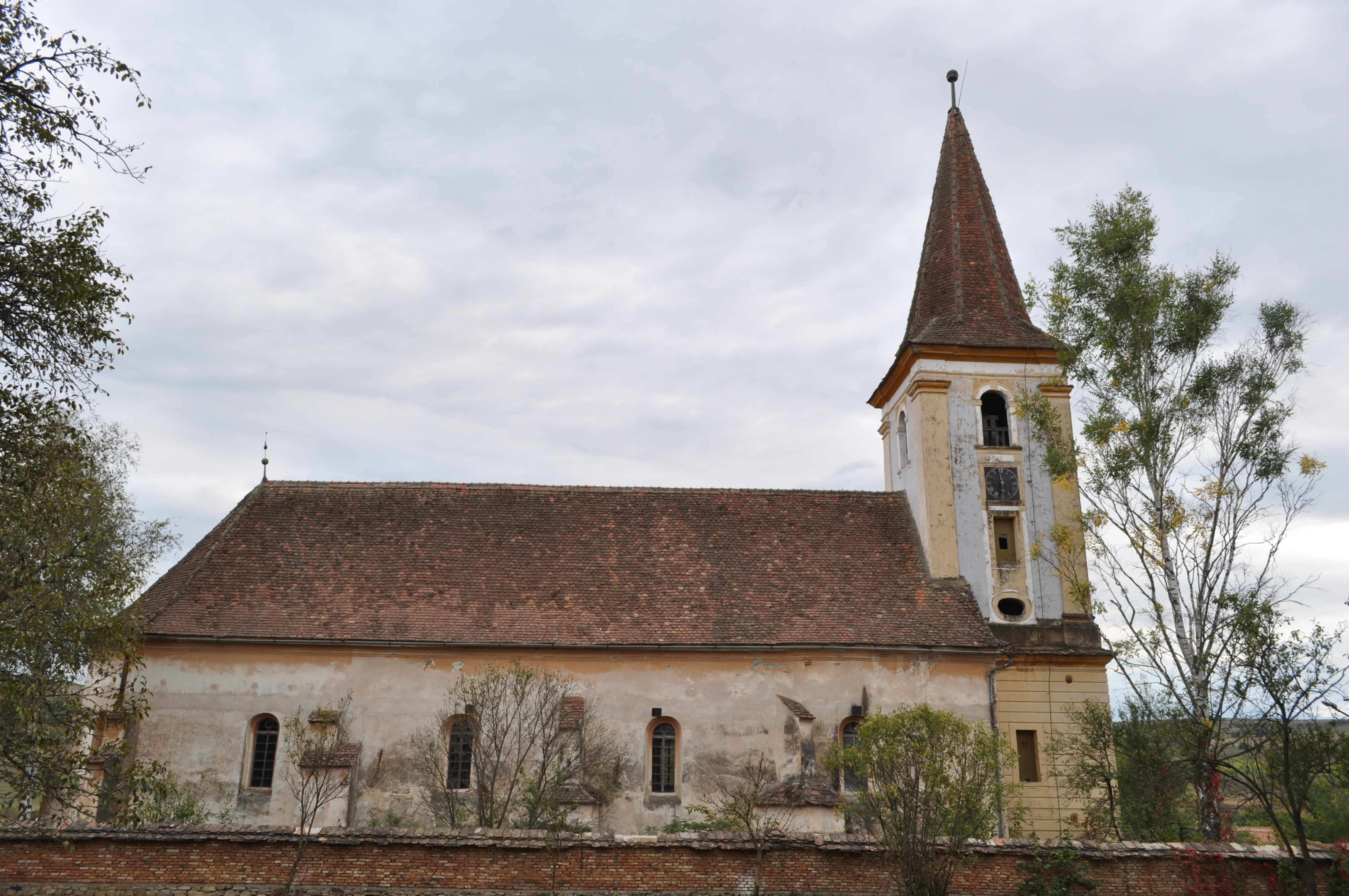
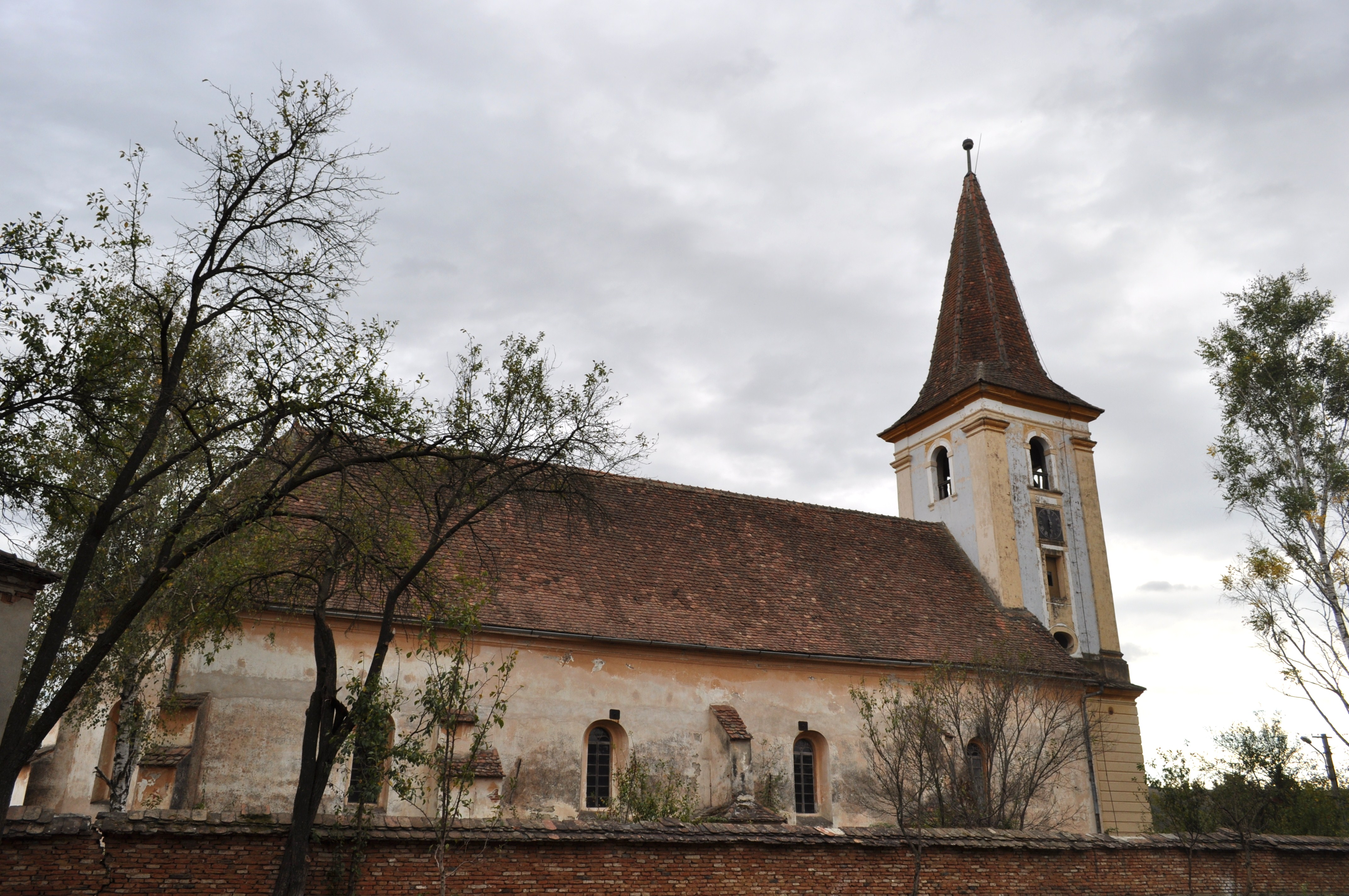
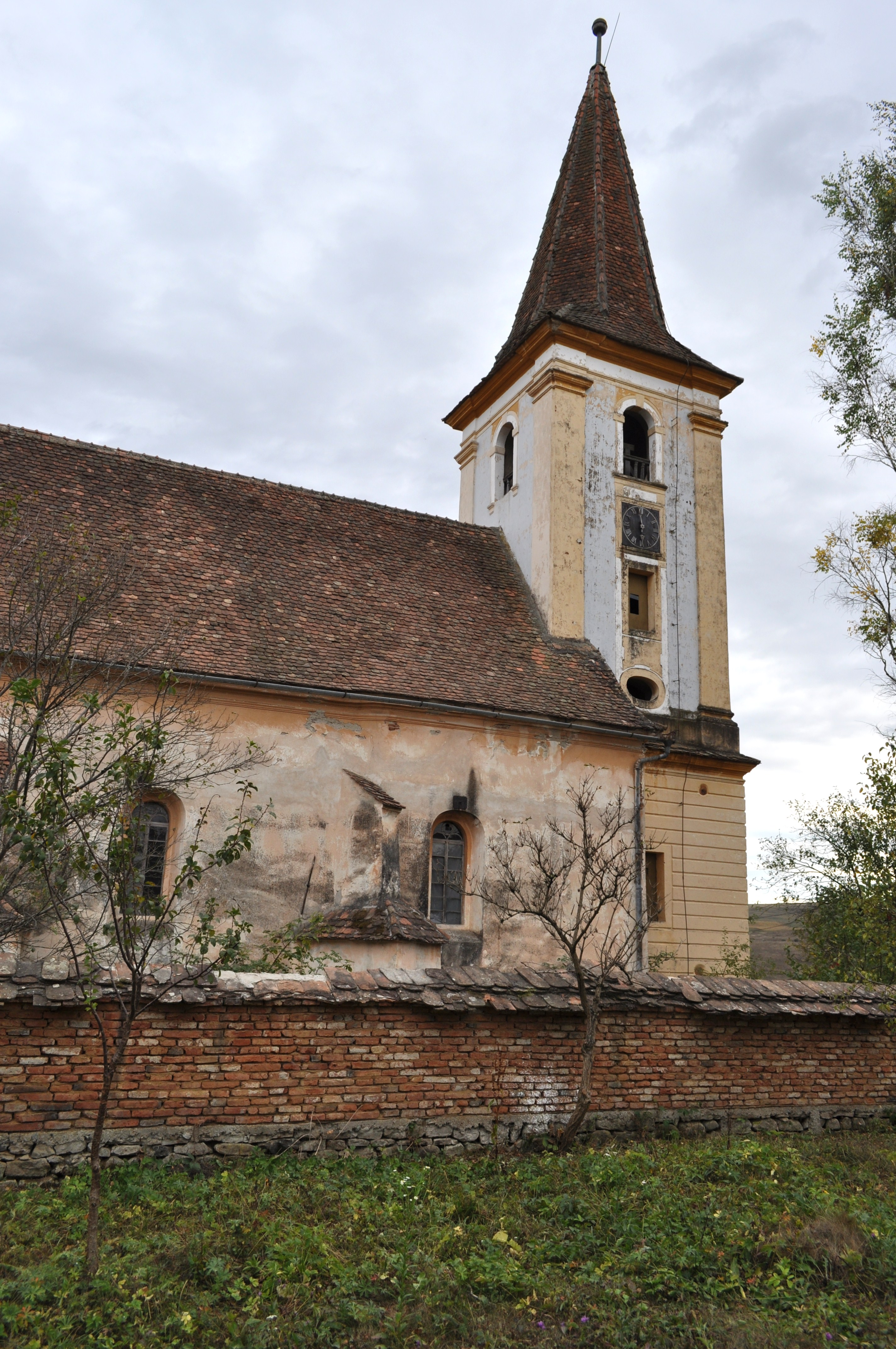
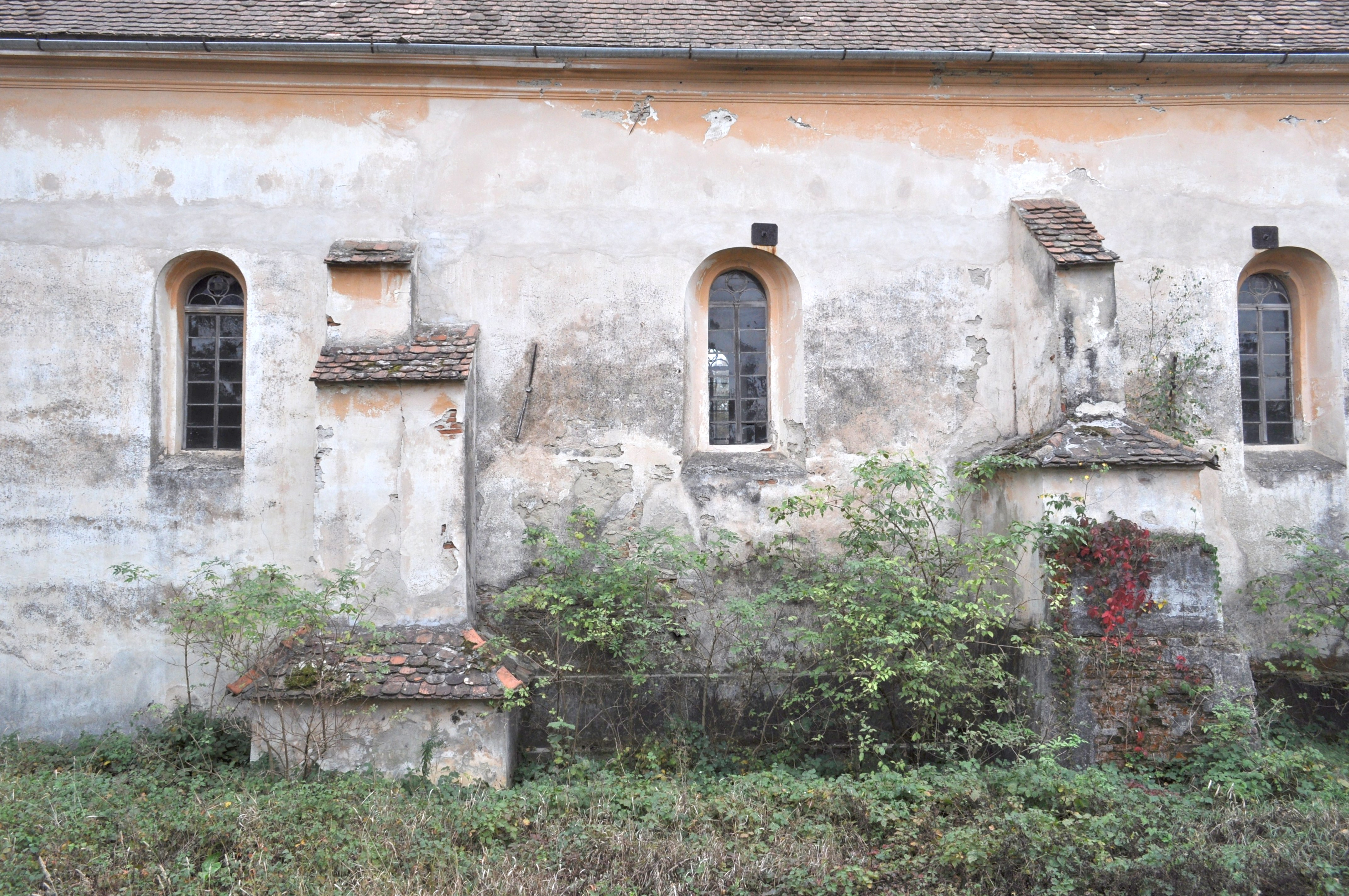
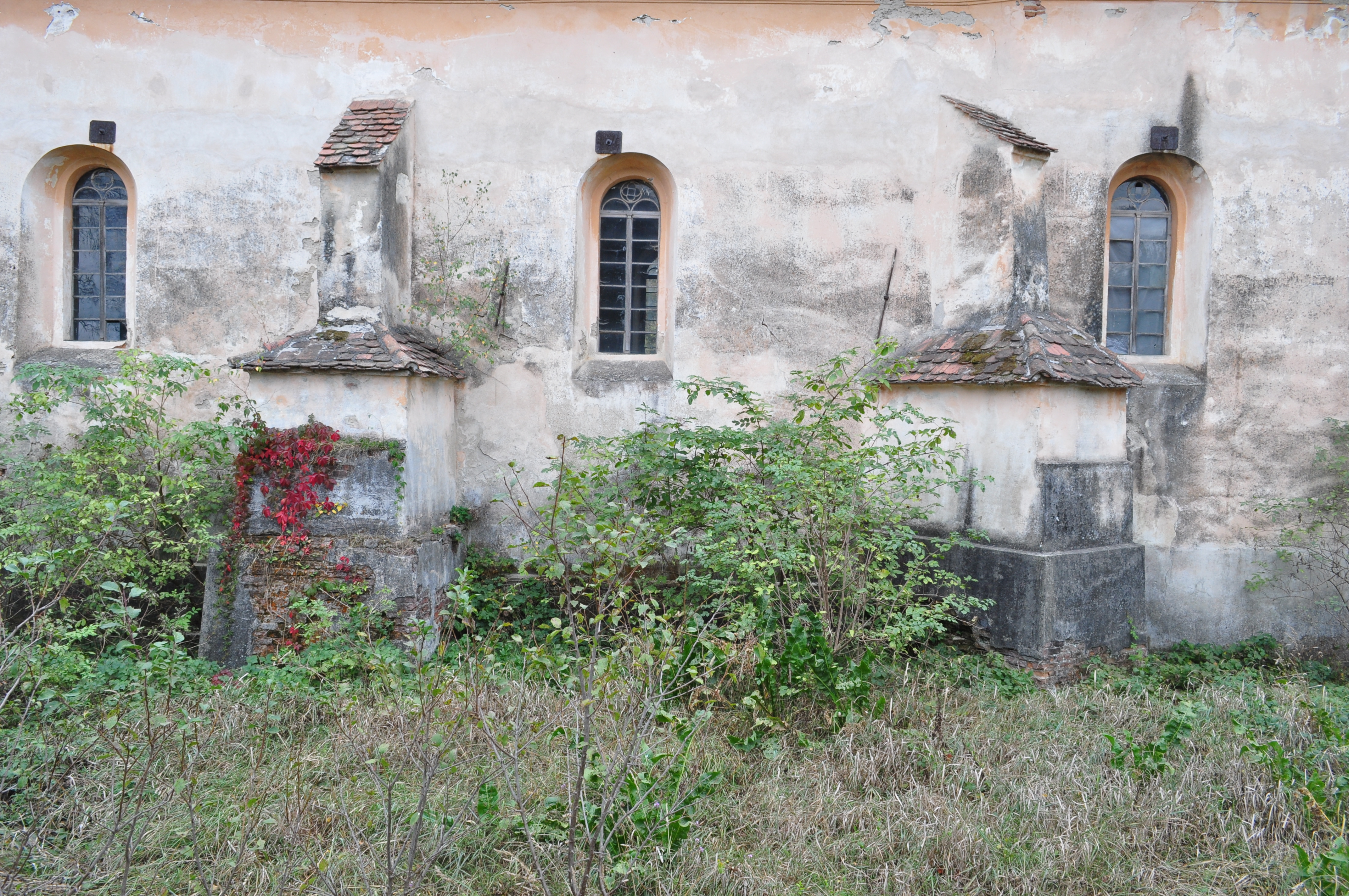
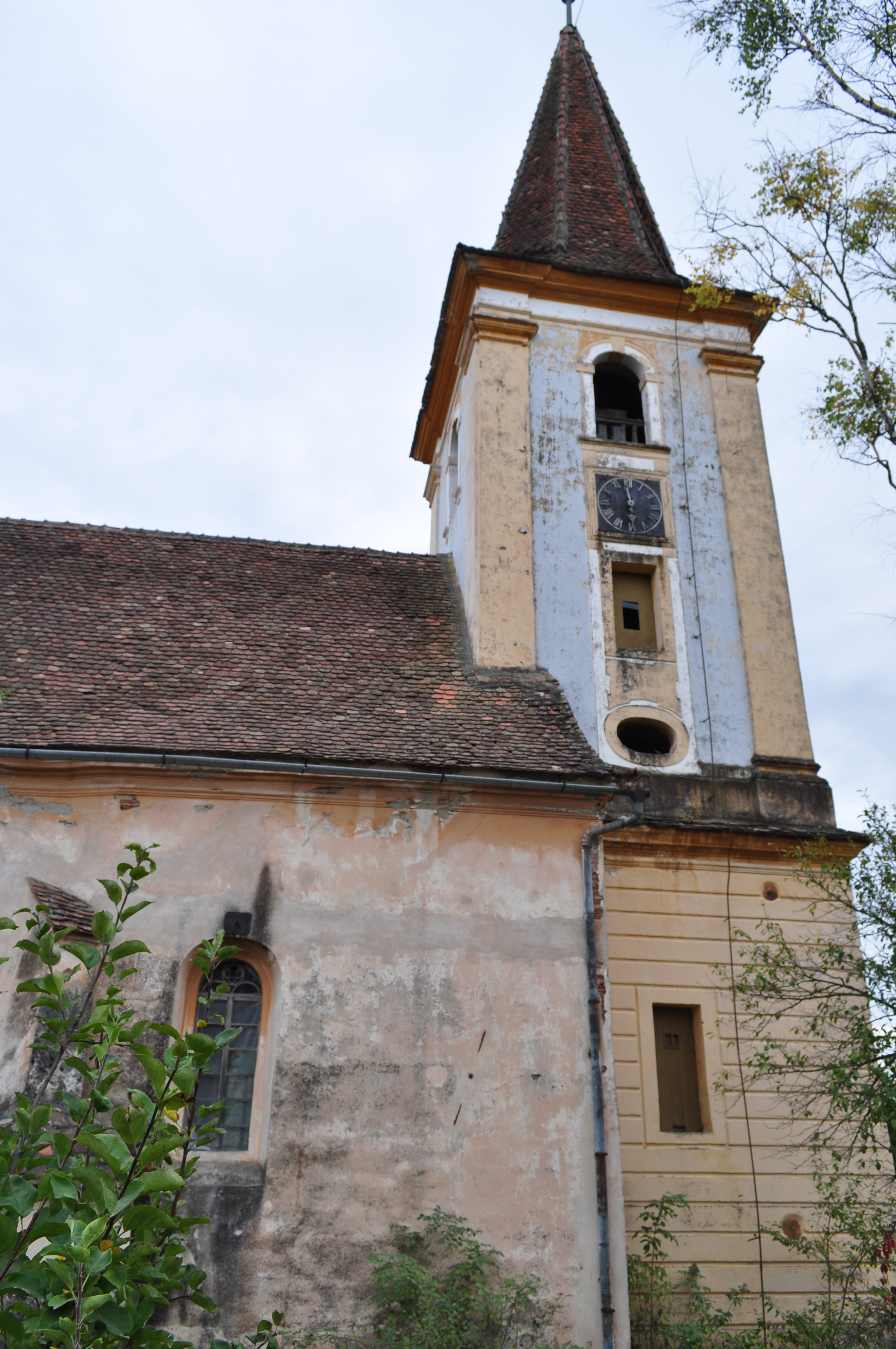
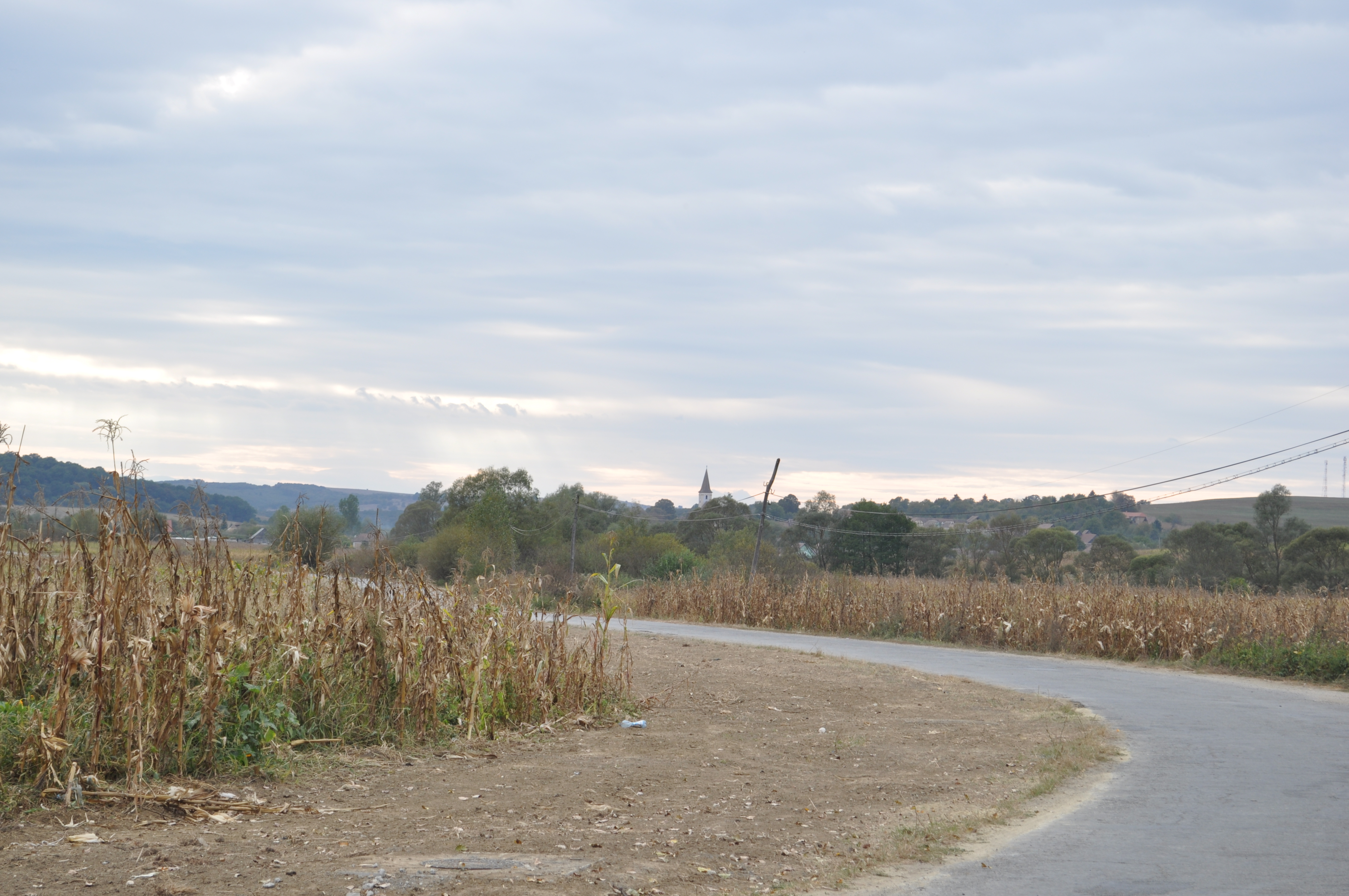
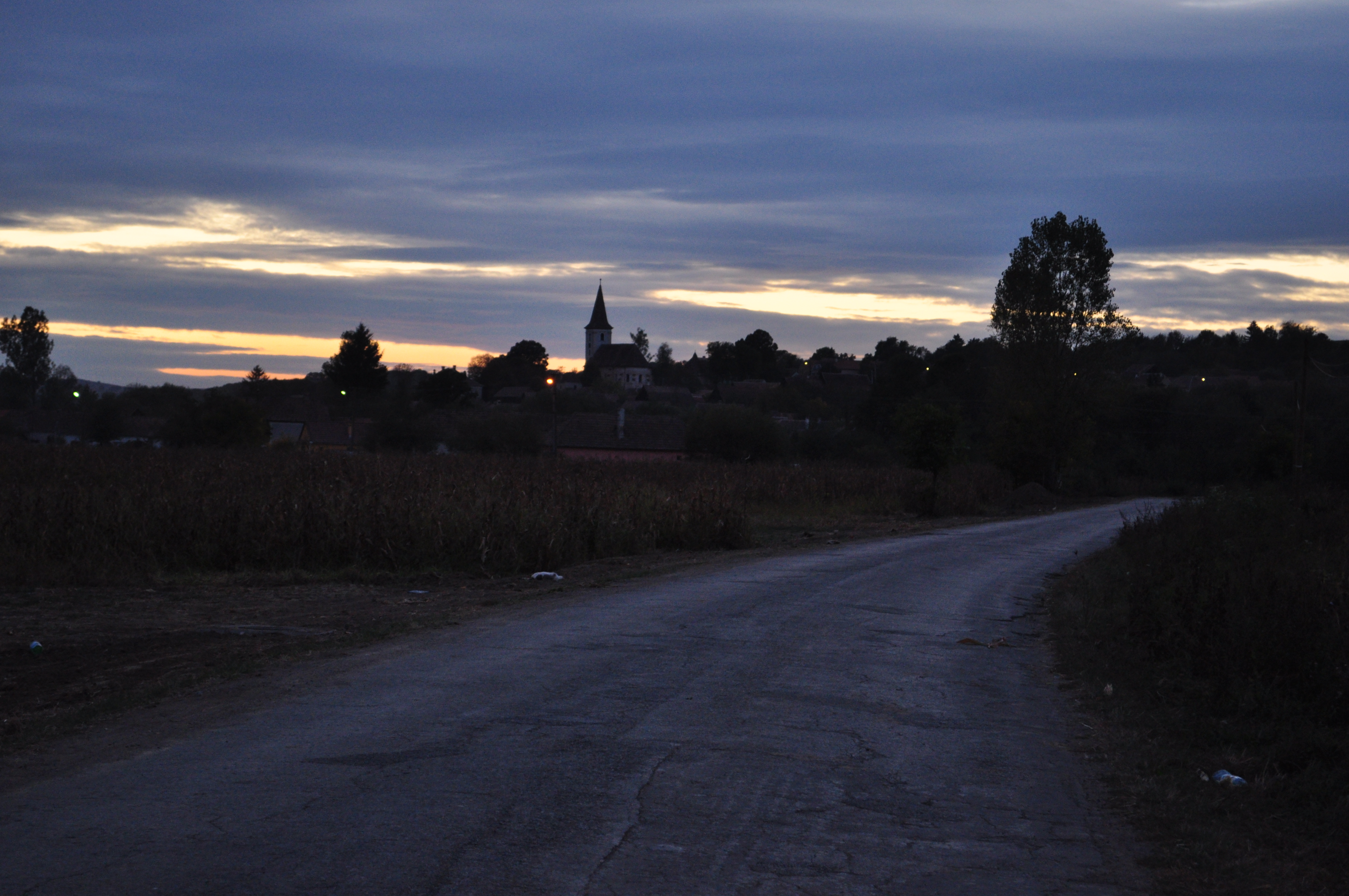
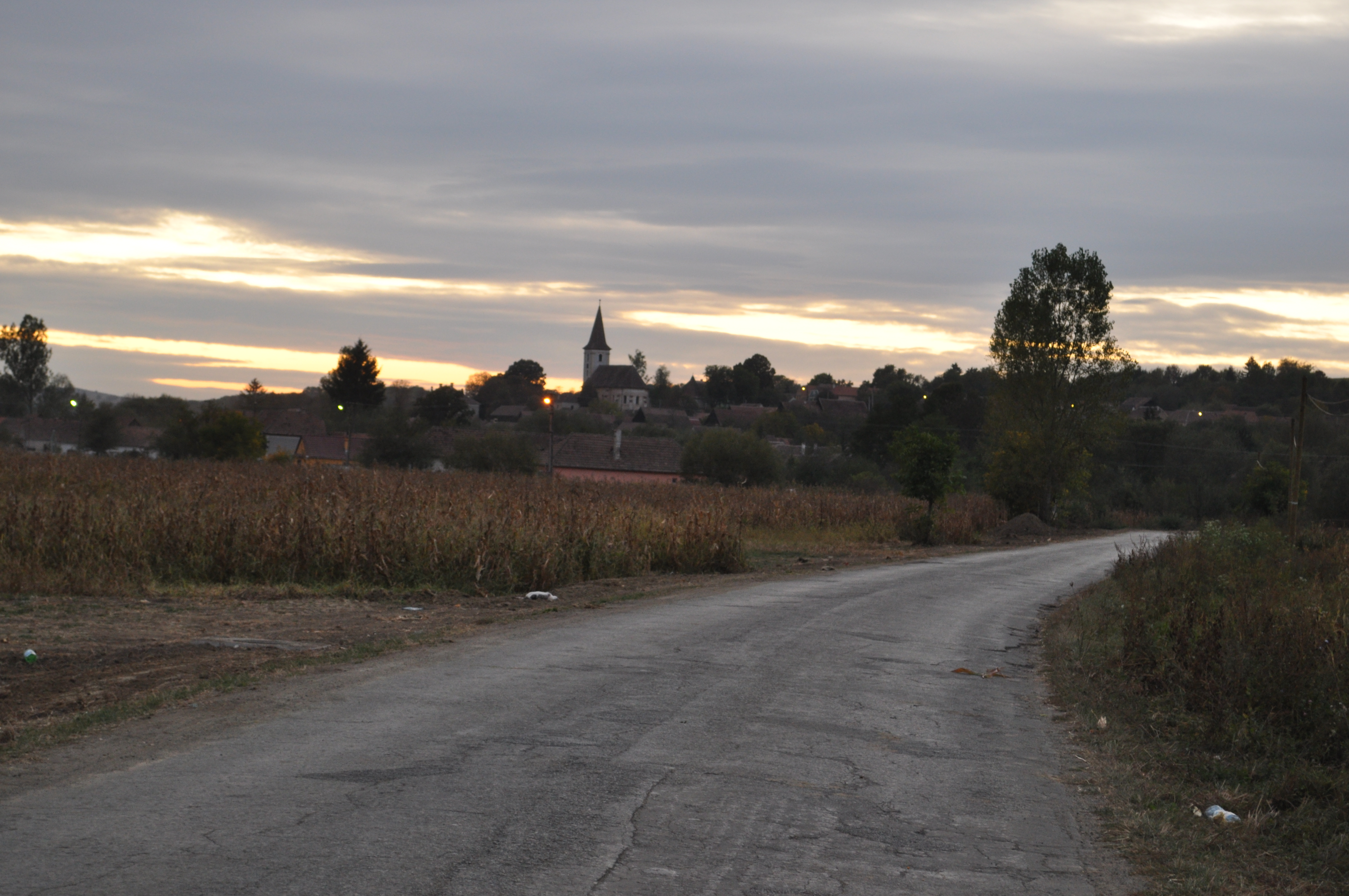

## Imagini din interior

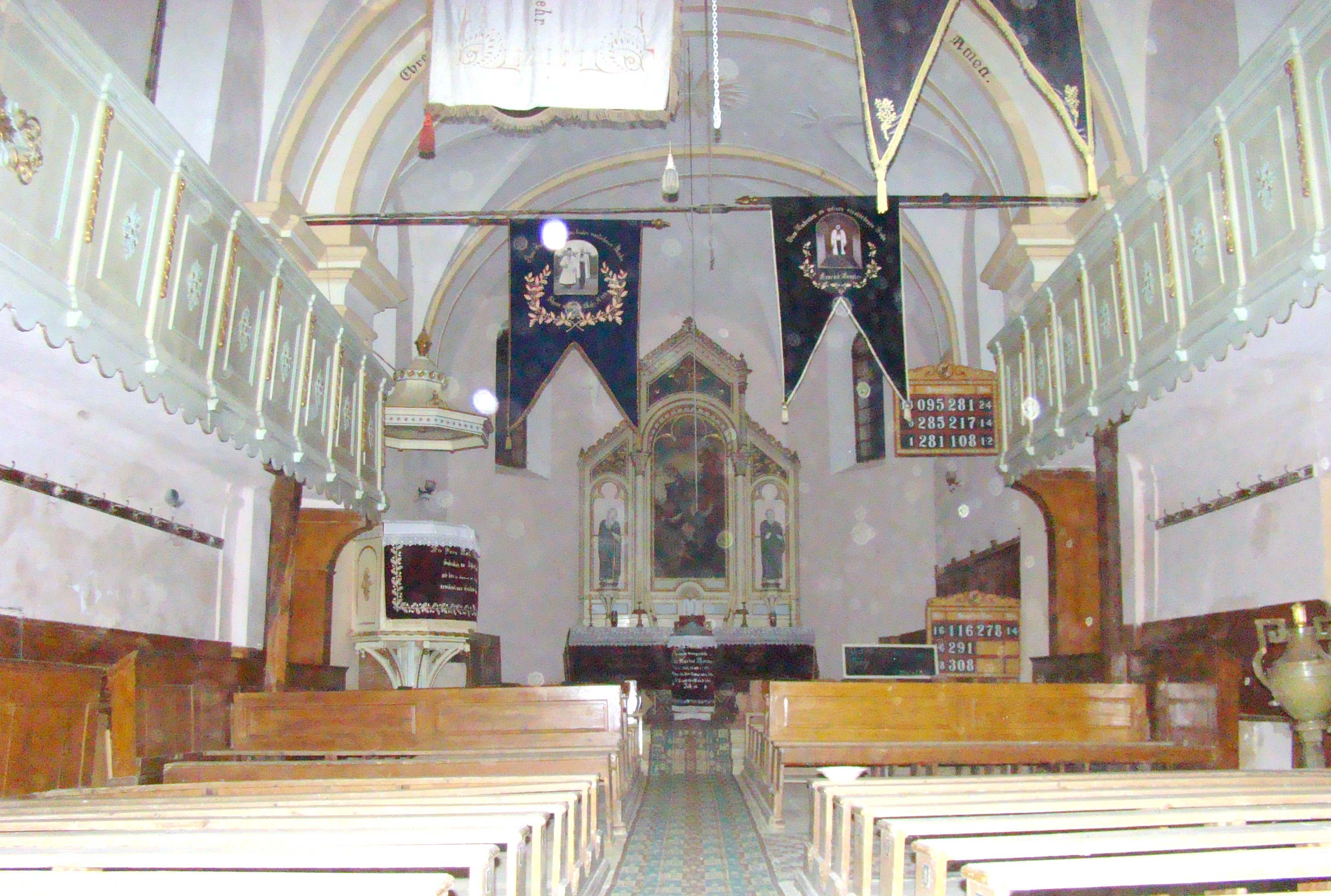
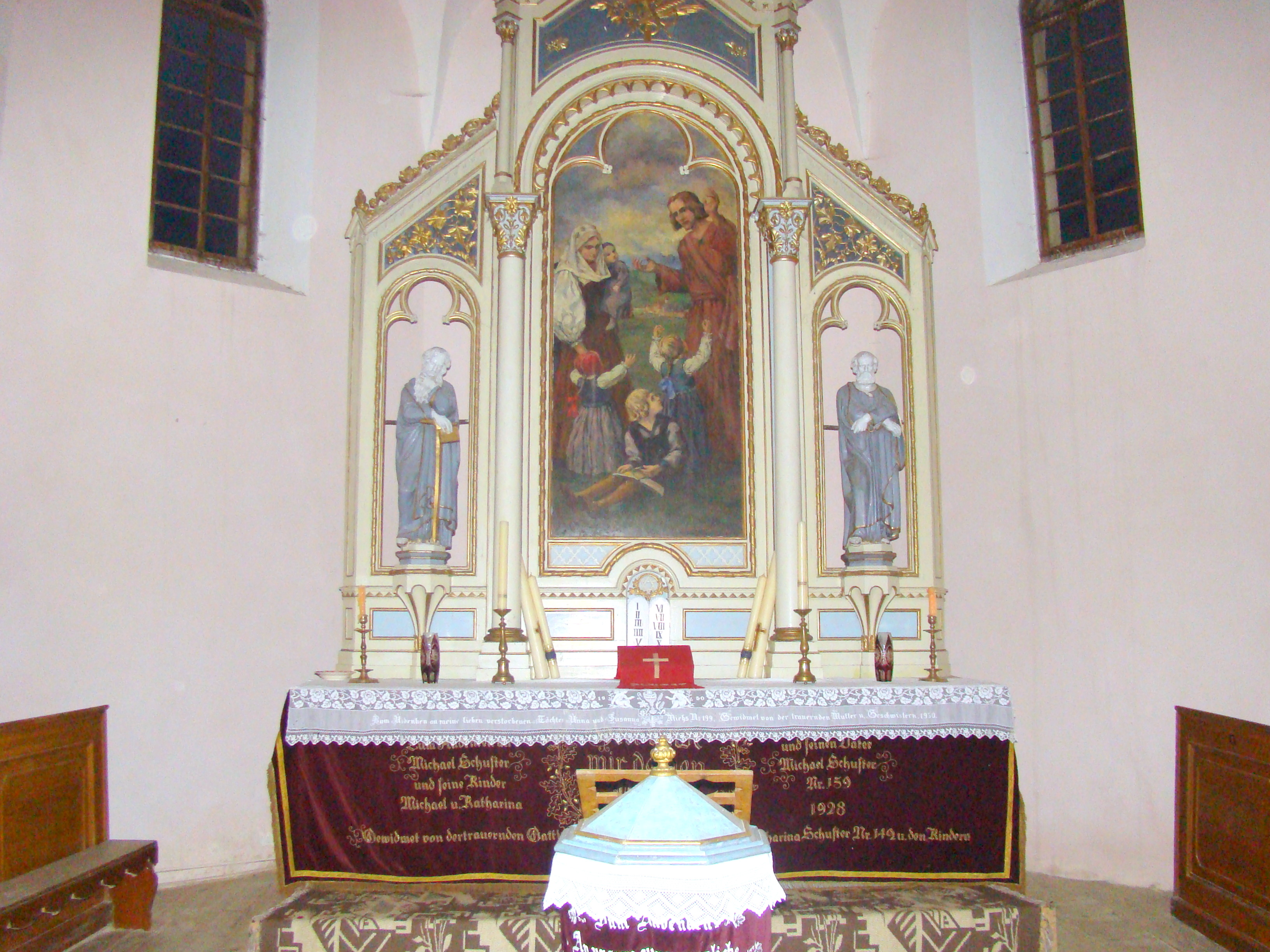
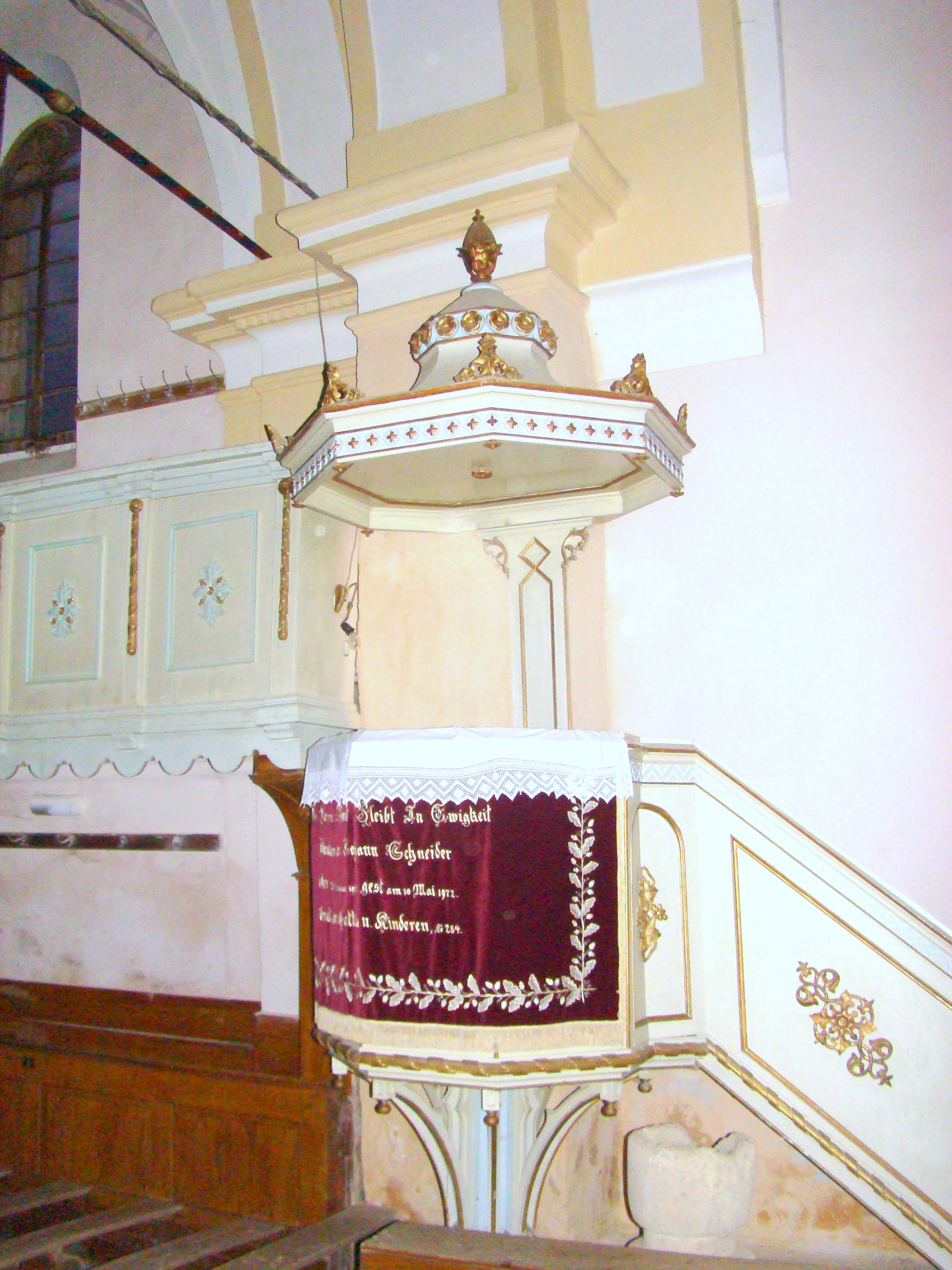
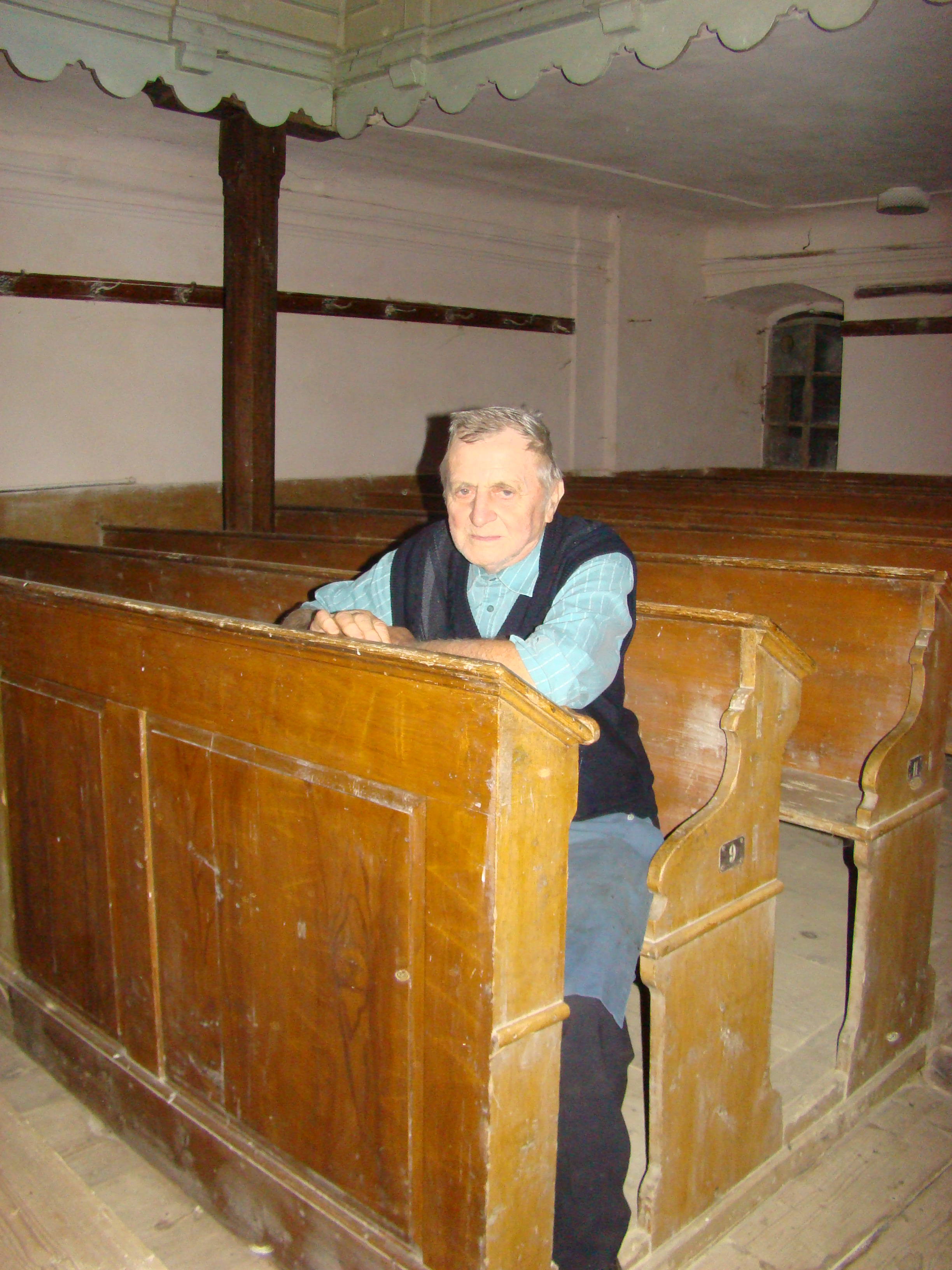
Johann Kessler, unul dintre puținii sași rămași în Marpod